# Жерар Ланван
Жерар Ланван (фр. Gérard Lanvin; 21. јуна 1950. године, Булоњ Бијанкур, Сенски висови), француски је позоришни и филмски глумац.
Упознао је Миу-Миу и Колуша, који су га позвали да ради у позоришту Кафе д ла Гард. У позоришту, Ланван је деловао као сценски радник и инжењер осветљења. Затим је заједно са Мартином Ламотом и Кристин Дејо основао сопствено кафе-позориште Ла Верв Пикар.
Ланван је преко Колуша добио улогу у комедији Нећете добити Алзас и Лорену (1977). Али глумац је освојио популарност након филма Избор оружја (1981) и добијања награде Жан Габен за улогу у филму Чудан случај. Ланван је био оличење нове мушкости француске кинематографије. После успеха у филму Специјалисти Патриса Леконта, где је играо уз Бернара Жироа, заузео је место међу најбољим глумцима Француске. Ланван је заједно са Патрисом Лекомтом и Патриком Дјулфом написао Желим те (1985). Филм је добио негативне критике и био је комерцијални неуспех. Деведесетих година, глумац је ретко глумио, радије је радио са познатим редитељима: Клодом Лелушом, Никол Гарсијом, Бертраном Блијеом. Добио је главну улогу у филму Гангстерска прича (2011).